# Klaus-Peter Wilhelm
Klaus-Peter Wilhelm (* 3. März 1960 in Bremen) ist ein deutscher Dermatologe und seit 2002 außerplanmäßiger Professor für Dermatologie an der Universität Lübeck. Seine wissenschaftlichen Schwerpunkte sind die Dermatotoxikologie und die Hautphysiologie.

## Leben
Von 1980 bis 1986 studierte Wilhelm Humanmedizin an den Universitäten Göttingen, Innsbruck und Lübeck. Wilhelm promovierte im Jahr 1986 am Institut für Toxikologie der Medizinischen Universität Lübeck. Von 1986 bis 1988 war er Stabsarzt im Sanitätszentrum Blankensee, Lübeck. Als Stipendiat der Deutschen Forschungsgemeinschaft (DFG) war er von 1988 bis 1990 Postdoktorand im Labor von Professor Howard I. Maibach am Department of Dermatology der University of California in  San Francisco. 1993 legte er seine Prüfung zum Facharzt für Dermatologie und Venerologie ab. Ein Jahr später erfolgte die Zusatzbezeichnung Allergologie. Im Anschluss an seine Facharztprüfung wurde Wilhelm Funktionsoberarzt an der Hautklinik der Medizinischen Universität Lübeck. 1994 gründete Wilhelm das Auftragsforschungsinstitut proDERM Institut für Angewandte Dermatologische Forschung mit Sitz in Schenefeld, dessen Geschäftsführer und ärztlicher Leiter er seitdem ist. 1995 habilitierte Wilhelm sich an der Medizinischen Universität zu Lübeck für das Fachgebiet Dermatologie und Venerologie. 2002 erhielt er eine außerplanmäßige Professur der Universität Lübeck. Von 2003 bis 2010 war er Sekretär der International Society for Biophysics and Imaging of the Skin. Von 2010 bis 2016 war er Chairman dieser Gesellschaft. 2014 gründete Wilhelm die auf dermatologische Fortbildungsveranstaltungen fokussierte 'proDERM Academy'.
Er ist Autor wissenschaftlicher Publikationen und Herausgeber von Büchern zu diesen Themen.
Er lebt mit seiner Familie in Hamburg.

## Auszeichnungen
- 1993: Carrié-Schneider-Preis
- 2010: Ehrenprofessur der Universität Franche-Compté-Besançon

## Mitgliedschaften (Auswahl)
- International Society for Biophysics and Imaging of the Skin (2003–2010: Secretary, 2010–2016: Chairman)
- American Academy of Dermatology
- Deutsche Dermatologische Gesellschaft
- European Society for Contact Dermatitis
- Deutsche Gesellschaft für wissenschaftliche und angewandte Kosmetik

## Publikationen
- mit P. Elsner, E. Berardesca und H. I. Maibach (Hrsg.): Bioengineering of the skin: Skin biomechanics. CRC Press, Boca Raton / London / New York / Washington, D.C. 2002.
- mit P. Elsner, E. Berardesca und H. I. Maibach (Hrsg.): Bioengineering of the skin: Skin Imaging and Analysis. 2. Auflage. Informa Healthcare USA, New York / London 2007.
- mit H. Zhai und H. I. Maibach (Hrsg.): Dermatotoxicology. 8. Auflage. Informa Healthcare, 2012.
- mit P. Elsner, E. Berardesca und H. I. Maibach (Hrsg.): Non Invasive Diagnostic Techniques in Clinical Dermatology, Springer, Heidelberg, 2014